# Pierre Bérégovoy
Pierre Bérégovoy (23. prosince 1925 Déville-lès-Rouen – 1. května 1993 Nevers) byl francouzský sociálnědemokratický politik ukrajinského původu.

## Politická kariéra
V letech 1992–1993 byl premiérem Francie. V letech 1982–1984 byl ministrem sociálních věcí, 1984–1986 a 1988–1992 ministrem financí, roku 1993 krátce ministrem obrany. V období 1981–1982 byl kancléřem prezidenta François Mitterranda. V letech 1988–1993 byl starostou třicetitisícového města Nevers. Byl představitelem Socialistické strany. Jeho vláda přijala zákon o sexuálním obtěžování. Přiměl svého ministra městského rozvoje Bernarda Tapieho k rezignaci kvůli korupčnímu skandálu. Roku 1993 spáchal z nejasných důvodů sebevraždu. Média hojně spekulovala i o vraždě.

## Vyznamenání
- velká čestná dekorace ve stříbře na stuze Čestného odznaku Za zásluhy o Rakouskou republiku – Rakousko, 1982[4]
- velkodůstojník Řádu prince Jindřicha – Portugalsko, 25. června 1983[5]
- velkokříž Národního řádu za zásluhy – Francie, 1992